# Aphaena amabilis
Aphaena amabilis är en insektsart som beskrevs av Hope 1843. Aphaena amabilis ingår i släktet Aphaena och familjen lyktstritar. Inga underarter finns listade i Catalogue of Life.